# صوفيا آن بيتس
صوفيا آن بيتس (بالإنجليزية: Sophia Ann Bates)‏ هي مُدرسة نيوزيلندية، ولدت في 6 مارس 1817، وتوفيت في 28 نوفمبر 1899.